# Par (golf)

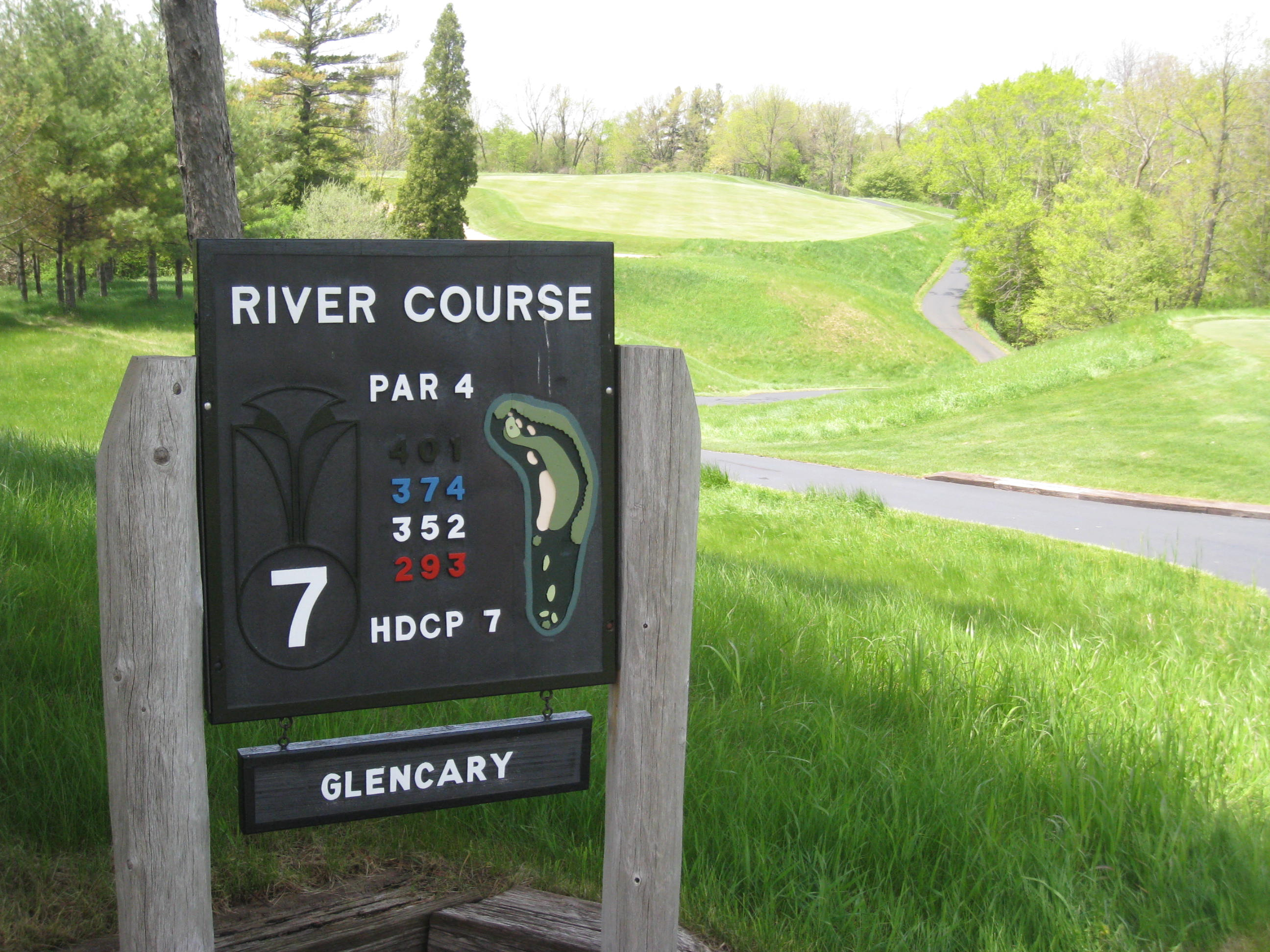
Buca con par 4

Nel golf, con par si intende il numero pre-determinato di colpi che un giocatore detto scratch (con handicap uguale a 0) dovrebbe impiegare per completare una buca (par della buca), un giro di 18 buche (par del campo) o un torneo (la somma dei par di ogni giro). Il par è un componente fondamentale dello stroke play, il tipo di partita più comune nei tornei di professionisti.
La lunghezza della buca determina generalmente il par, che è quasi sempre compreso tra 3 e 5. In linea di massima i "par 3" hanno una lunghezza compresa tra  90m e 230m, i "par 4" tra 230m e 410m, i "par 5" tra 410m e 550m, anche se nei campionati si possono trovare buche più lunghe. Normalmente, per i tornei professionistici, i par 5 più corti (fino a 460m) vengono temporaneamente convertiti in par 4. In alcuni campi sono presenti buche "par 6", anche se sono rare. Altri fattori rilevanti che intervengono nella determinazione del par di una buca sono la presenza di ostacoli come bunker, ostacoli d'acqua, dune o alberi.
Il par tipico di un percorso da campionato è 72, generalmente composto da quattro par 3, dieci par 4 e quattro par 5. Altrimenti, i percorsi che ospitano tornei di alto livello hanno sempre un par compreso tra 69 e 73.

## Punteggio in gara
Il risultato, o score, di un giocatore viene sempre confrontato con il par del campo. Se il campo è un par 72 e il giocatore ha impiegato 75 colpi per completare il giro, il suo score è di +3 sul campo, ossia ha eseguito tre colpi più del par per completare le 18 buche. Se il par è 72 e il giocatore impiega 70 colpi, il suo score è di -2 sul campo.
Nei tornei viene riportato il punteggio ottenuto in tutte le giornate di gioco, ossia si somma lo score ottenuto in ciascun giro. 

## Punteggio della buca
Il punteggio di una buca è definito allo stesso modo; inoltre ad ogni punteggio è tradizionalmente associato un nome.

### Bogey
Si dice bogey il punteggio +1 sul par della buca. Se il punteggio è di +2 si dice doppio bogey, se è di +3 è detto triplo bogey. Nel linguaggio comune per riferirsi a punteggi superiori al doppio bogey si usa la dicitura "tre sopra il par", "quattro sopra il par" e così avanti.

### Par
Chiudere la buca in par significa eguagliare il par della buca. Viene segnato anche come "E" (dall'inglese even, pari). Dicesi inoltre green regulation quando viene eseguito con due putt (colpi interni al green) e i rimanenti fuori dal green.

### Birdie
Si dice birdie (in inglese, uccellino) il risultato di -1 sul par. Nonostante i birdie siano comuni per i giocatori professionisti, nessuno è stato in grado finora di completare il cosiddetto "giro perfetto" con 54 colpi su un par 72, equivalenti a 18 birdie.

### Eagle
Significa ottenere uno score di -2 sul par della buca (dell'inglese, aquila). Si ottiene generalmente su buche par 5, o più raramente su par 4 relativamente corti. Il nome deriva dall'analogia con birdie, volendo indicare con un uccello più grande un risultato migliore.

### Albatross
Si dice albatross un punteggio di -3 sul par. È molto raro da ottenere; quando riesce su un par 5 consiste in un drive molto lungo seguito da un approccio imbucato (chip in). Negli Stati Uniti questo punteggio è detto double-eagle.

### Condor
Significa completare una buca con -4 sul par. È estremamente raro, poiché significa imbucare con un sol colpo (hole in one) su un par 5 o due colpi su un par 6.

### Ostrich
Significa completare una buca con -5 sul par. Un ostrich non è mai stato ancora segnato, poiché significa imbucare con un sol colpo (hole in one) su un par 6 o due colpi su un par 7.

### Phoenix
Significa completare una buca con -6 sul par. Un phoenix non è mai stato ancora segnato, poiché significa imbucare con un sol colpo (hole in one) su un par 7 o ipoteticamente, dato che non esiste, due colpi su un par 8.

### Buca in uno
Si dice Buca in uno (hole-in-one o ace) il punteggio di 1 ottenuto su una buca. Consiste infatti nel completare la buca con un solo colpo, quello eseguito sul tee di partenza. Nonostante sia relativamente frequente su un par 3, dove corrisponde a un eagle, diventa molto raro su un par 4 (albatross) se non quasi impossibile su un par 5 (condor).